# 跆拳道歷史
跆拳道歷史受到朝鮮悠久歷史文化所影響，所以具有濃厚的朝鮮文化色彩。在古代，朝鮮的人民主要以農業為生，空閒時則以獵殺動物為生。為了保護自己的家園，人們發展了一套強身健體、臨危的時候用來自我防御的武術。這種經過時間慢慢磨練出來的武術成為了一種有目的、有意識的活動，成為了古代跆拳道的雛型。體育史學家研究歷史文物（例如是古籍及古代壁畫）時發現跆拳道與朝鮮半島三國時代的跆跟有關係。其根源甚至可以追尋到古代的徒手搏擊。
「跆拳道」一詞，是1955年由崔泓熙创造。 在南韓大邱市成立，其中「跆」指踢擊、「拳」指拳擊，「道」則是代表道行、自己對禮儀的修練。1966年，國際跆拳道聯合會（ITF）在南韓成立，並由韓國人崔泓熙擔任主席。1972年，大韓跆拳道協會的中央道場韓國國技院開始動工。1973年5月，世界跆拳道聯盟（WTF）在南韓首爾成立，金雲龍當選為主席。1975年，世界跆拳道聯盟成為了國際體育聯合會的成員，令跆拳道運動得到更多人的認識。五年後，國際奧委會（IOC）正式承認了世界跆拳道聯盟。2000年，雪梨奧運會將跆拳道列入正式競賽項目；在成為奧運會項目前，跆拳道曾成為世界運動會的比賽項目。

## 三國及高麗時代的萌發
跆拳道一般均聲稱起源於三國及高麗時代，但按古籍等記載的內容，1955年前均沒有關於「跆拳道」的記載。因此也有一說指跆拳道是由創辦人崔泓熙參考朝鮮的古武術而自創的武術。其中一個跟跆拳道聲稱的起源吻合，而且同樣使用腳部的武術（但實際上兩者有不少不同之處），是現稱跆跟的「腳戲」。
朝鮮的三國時代，高句麗、新羅及百濟三個國家為了爭奪領土，引發了戰爭。朝鮮人在這段期間創立了「腳戲」，並迅速發展。在新羅時代，一個青年武團以「事君以忠，事親以孝，交友以信，臨戰無退，殺身有擇」的宗旨，組織了一批青年人一起切磋花郎道，為統治三國為一體而打定了根基。據《三國史記》記載，百濟歷代國王都大力推廣武技，要求全國人民也要去學習射箭、騎馬及「腳戲」等武技。而於918年統一朝鮮半島的國家——高麗則常常要軍隊進行「手搏」、「腳戲」，並規定為軍隊的必修項目之一。據《高麗史》描述，手搏和腳戲是高麗人最喜愛的運動。考古學家們則在高麗的皇家墓穴中發現一些類似跆拳道的壁畫；在新羅時代的石窟中則有些守門佛像和金剛力士像表現出跆拳道的姿勢；新羅史冊裡更有關於跆拳道的技巧及方法等的記載；在百濟王朝的史書裡也有紀錄狀似跆拳道武術對打的教學。而在古籍《同濟大學》亦曾說道：「Taekwondo is the basis of martial art, enabling one to build strength by using the hand and foot freely and training arms and legs as well as the body to adaptable to any critical situations,」（跆拳道是武術的基礎，從其訓練手和腳在任何危急情況下都能適應及自由地運用）。

## 朝鲜王朝的傳承
1392年，高丽王朝被李成桂所建立的朝鲜王朝取代。由於新王朝重文輕武，跆拳道在官方的眼中並無重要的地位，但在民間卻不受影響，依然旺盛。同時，朝鮮王朝的軍隊依然以「手搏」及「跆跟」作為選擇士兵的要點；如果想考獲武官之地位，則需在競技中使用「手搏」及「跆跟」打倒三人或以上方為合格。1790年，由李德懋將軍、朴齊家和白東修三人完成《武藝圖譜通志》，此書詳述併圖解韓國武術的動作及多種武器的使用。
根據李朝末期美術學書籍《海東竹枝》所記載，關於腳術（Taekgyeon）的記錄如下：「古代風俗中之腳術即意爲兩人對立伸腿將對方擊倒。列三等，最次者踢到對方腿部，稍強者踢到對方肩部，最優者可踢至對方頭頂。古人憑此藝洗清冤仇，或決鬥贏得美人。」。由此可見，跆拳道的雛形在很久以前已經開始發展，其規則亦跟現代之跆拳道規則大同小異。

## 日占期的衝撞
1910年，日本佔領了朝鮮36年並在當地成立了殖民政府，一度禁止所有含有朝鮮文化色彩的活動；在這段期間，就連韓文也不能使用；當然，跆拳道也被包括在內，這令它幾乎一度滅絕。跆拳道為了適存，融合了日本和中國武術的元素，增添入了不少文化色彩，得到了充實的發展，並慢慢地形成了一個新的體系。第二次世界大戰後，朝鮮獨立，社會面貌亦改觀，自衛術復興，許多在異國的人民也相續回到朝鮮，同時也將各國的武術文化融合在跆拳道裡，與之形成一體，慢慢成為了現代跆拳道的雛型。

## 現代跆拳道的誕生
國際跆拳道聯盟創始人崔泓熙先生在幼年時已曾跟隨書法名師學習，並掌握到古典武道如何运用。青年時則因為完成學業至日本學習，他不止完成学業，還學習了琉球傳統武術空手道，更考得了二段。1945年8月15日隨著朝鮮的解放，崔將軍在漢城與其他人創建了韓國軍隊。同時他開始了新的武道研究，即是今日的跆拳道 。
1955年4月11日，「跆拳道」經過韓國各界著名人士組成的名稱制定委員會，包括崔泓熙少將（韓國第三軍管區司令），李亨根陸軍上將（陸軍參謀總長），國會副議長，著名武館館長等提出了各自所構思的名稱。之後透過不記名投票，跆拳道一詞正式誕生，其中「跆」指踢擊、「拳」指拳擊，「道」則是代表道行、自己對禮儀的修練。
在四年後，跆拳道更被帶到其他國家，崔泓熙更率領了軍隊中最優秀的十九名成員，訪問了越南和台灣，這令跆拳道得以在各國有所發展。韓國出兵越南期間，曾任大韓跆手道協會創會首屆會長的駐越韓國軍司令官蔡命新中將，亦表示跆拳道的推廣可作為戰術的延伸，並於1965年創立越南跆拳道協會（월남태권도협회）。軍需參謀禹忠林（우종림）中校在猛虎師駐屯地向南越政府軍、警察、學校和平民教授跆拳道。

## 近代狀況
1966年，國際跆拳道聯盟（International Taekwondo Federation）在韓成立，並由崔泓熙擔任主席。1972年，大韓跆拳道協會的中央道場韓國國技院開始動工。1973年5月，世界跆拳道聯盟在漢城（即今首爾）成立，金雲龍當選為主席。1975年，世界跆拳道聯盟成為了國際體育聯合會的成員，令跆拳道運動得多更多人的認識。5年後，國際奧委會（IOC）正式承認了世界跆拳道聯盟。跆拳道於1988年漢城奧運會成為示範項目，並於1992年的巴塞隆拿奧運會開始進行公開競賽，但其成績並不計入獎牌榜。直到2000年，雪梨奧運會將跆拳道列入正式競賽項目，令跆拳道再往國際化的舞台踏上多一步；。隨著時代不斷地變化，跆拳道將會不斷地發展、延伸下去。亦因為跆拳道的訓練不受時間、空間、經費之限制，可隨時隨地展開訓練，韓國人自小即接受訓練，在學校、社會及軍中更是盛行。跆拳道的興起、蓬勃發展的原因不只是因為崔泓熙在各國積極宣傳跆拳道，更重要的是因為它集合了各國武術的精髓、民族精神及道德修養，使跆拳道得以在各國有良好的發展。

## 在各地的發展簡史

2008年奧運會跆拳道標誌。

### 中國大陸的發展
中國是一個文明古國，有很多不同的武術門派。而崔泓熙（現代跆拳道創始人）早就認同中國是宣揚跆拳道的好地方。故此，他在1986年6月隨著國際跆拳道代表團訪問了中國，並跟當時的中國奧委會主席何振梁交談；此外團中亦有派人到中國各地（包括北京、西安和濟南等）進行跆拳道表演，這些活動都令跆拳道得到一個重大的幫助。隨此之後，崔泓熙將軍及國際跆拳道聯盟的高級師範們多次親自到訪中國，向中國學生教授跆拳道的知識。雖然這些方案都取得了一定的成果，但由於中國政府有關方面領導人的經濟務實決策等各種客觀原因，始終沒有達到預期效果。
1999年初期，國際跆拳道聯盟正式於中國成立了分部，助長中國跆拳道方面的發展，並由王偉先生作為中國地區總部的代表。到了現在，跆拳道已在中國大众化。而在歷屆奧林匹克運動會跆拳道比賽中亦取得共三面金牌，在金牌榜上排名第二。

### 台灣的發展
1966年，中華民國國防部長蔣經國組團到了大韓民國參訪軍隊的戰技訓練，而當時的大韓民國國軍把跆拳道列為必修的課程。蔣經國看到後認為這個觀念很不錯，便於一年後成立「陸戰隊莒拳班」，聘請了一班韓籍教官來訓練，並以莒光之名，將其定名為「莒拳」，列入三軍戰技必修訓練課程。其「莒拳」之名定義為「爭取民主、自由，促進世界大同的義務與責任」。自此跆拳道開始在台灣發展。
1973年，國軍運動大會將跆拳道首次列為比賽項目。並於同年成立中華民國跆拳道協會，將跆拳道這項有益身心的運動推廣到社會的每一個角落，有助跆拳道於台灣的發展。後來，台灣的跆拳道發展得很迅速，在民間有不少跆拳道的訓練班，顯示其普及性；台灣於歷屆奧運會共獲兩金一銀兩銅，在金牌榜排名第三；這些事亦為台灣的跆拳道刻立了一個重要的里程碑。目前，台灣各地到處也屹立著跆拳道的道館，各級學校也成立了跆拳道的社團，使其成為青年男女最熱愛的武術運動之一。